# Stefan Metz
Stefan Metz (* 15. října 1951 v Kaufbeuren) je bývalý německý hokejový útočník.

## Hráčská kariéra
Hokejový útočník Stefan Metz začal svou kariéru v rodném městě za klub ESV Kaufbeuren. Za seniorský A-tým působil tři sezony, od roku 1970 do roku 1973. V poslední sezoně za Kaufbeuren se týmu nevydařila, skončili na desátém sestupovém místě a sestoupily z nejvyšší domácí soutěže. V nejvyšší soutěži působil i nadále, odešel do Berliner Schlittschuhclub, ve kterém působil pět let. Během pěti let za Berliner, se stal s týmem dvakrát mistrem a taktéž i dvakrát vice mistrem nejvyšší ligy. Během ročníku 1975/76, se připojil k německému národnímu týmu k Zimních olympijských hrách konané v rakouském Innsbrucku. Po sezóně 1977-78 ukončil kariéru.

## Klubové statistiky
| Sezóna         | Klub                      | Soutěž         |     | Základní část | Základní část | Základní část | Základní část | Základní část |   | Play off | Play off | Play off | Play off | Play off |
| Sezóna         | Klub                      | Soutěž         | Z   | G             | A             | B             | TM            | Z             | G | A        | B        | TM       |          |          |
| 1970–71        | ESV Kaufbeuren            | Bund.          |     |               |               |               |               | —             | — | —        | —        | —        |          |          |
| 1971–72        | ESV Kaufbeuren            | Bund.          |     |               |               |               |               | —             | — | —        | —        | —        |          |          |
| 1972–73        | ESV Kaufbeuren            | Bund.          |     |               |               |               |               | —             | — | —        | —        | —        |          |          |
| 1973–74        | Berliner Schlittschuhclub | Bund.          | 34  | 6             | 3             | 9             | 6             | —             | — | —        | —        | —        |          |          |
| 1974–75        | Berliner Schlittschuhclub | Bund.          | 31  | 1             | 2             | 3             | 34            | —             | — | —        | —        | —        |          |          |
| 1975–76        | Berliner Schlittschuhclub | Bund.          | 36  | 2             | 6             | 8             | 26            | —             | — | —        | —        | —        |          |          |
| 1976–77        | Berliner Schlittschuhclub | Bund.          | 45  | 1             | 2             | 3             | 22            | —             | — | —        | —        | —        |          |          |
| 1977–78        | Berliner Schlittschuhclub | Bund.          |     |               |               |               |               | —             | — | —        | —        | —        |          |          |
| Celkem v Bund. | Celkem v Bund.            | Celkem v Bund. | 146 | 10            | 13            | 23            | 88            | —             | — | —        | —        | —        |          |          |

## Reprezentace
| Rok    | Tým    | Soutěž | Z | G | A | B | TM |
| ------ | ------ | ------ | - | - | - | - | -- |
| 1976   | SRN    | OH     | 5 | 0 | 0 | 0 | 0  |
| Celkem | Celkem | Celkem | 5 | 0 | 0 | 0 | 0  |